# Onthophagus negus
Onthophagus negus är en skalbaggsart som beskrevs av Achille Raffray 1882. Onthophagus negus ingår i släktet Onthophagus och familjen bladhorningar. Inga underarter finns listade i Catalogue of Life.